# Eurysternus contractus
Eurysternus contractus là một loài bọ cánh cứng trong họ Bọ hung (Scarabaeidae).